# Фоси/Вердон
Фоси/Вердон (енгл. Fosse/Verdon) америчка је биографска мини-серија из 2019 године. Серија у осам епизода приказује романтично и креативно партнерство између утицајног кореографа и редитеља Боба Фосија и Гвен Вердон, знамените глумице бродвејских мјузикла. Сценарио је заснован на биографији Фоси Сема Восона. Главне улоге тумаче Сем Роквел и Мишел Вилијамс. Прва епизода је премијерно приказана 9. априла 2019. на америчком каналу Еф-Екс, док ће последња епизода у серијалу бити приказана 28. маја 2019. Серија је била номинована у седамнаест категорија за награду Еми, од којих је победила у четири, укључујући и освојени Еми за најбољу глумицу главну глумицу у мини-серији или ТВ филму који је припао Мишел Вилијамс.